# ГЕС Котла
ГЕС Котла — гідроелектростанція на північному заході Індії у штаті Пенджаб. Знаходячись після ГЕС Гангувал, становить нижній ступінь каскаду на річці Сатледж, найбільшому лівому допливі Інду.
Станція Котла є однією з двох, котрі споруджені на каналі Нангал, який бере початок від однойменної греблі та тягнеться по лівобережжю Сатледжу. За понад дев'ять кілометрів від машинного залу станції Гангувал канал перекриває ще одна водозабірна споруда, від якої ресурс подається до машинного залу. Ліворуч від нього створена обвідна ділянка каналу довжиною біля 0,4 км, облаштований у якій шлюз дозволяє за необхідності скидати воду в обхід станції Котла.
Основне обладнання становлять три турбіни типу Каплан — одна потужністю 29,3 МВт та дві по 24,2 МВт, які працюють при напорі у 27 (за іншими даними — 28) метрів.
Відпрацьована вода прямує далі по іригаційному каналу.
Можливо відзначити, що через два десятки років після спорудження гідроелектростанцій на каналі Нангал ця схема була продубльована паралельним каналом Анадпур-Сахіб. Відповідно, поряд зі станцією Котла працює машинний зал Анадпур-Сахіб II.